# Luciano Orquera

a Compétitions nationales et continentales officielles uniquement.

b Matchs officiels uniquement.
Dernière mise à jour le 4 décembre 2024.
Luciano Orquera, né le 12 octobre 1981 à Córdoba (Argentine) dans une famille d'origine italienne, est un joueur de rugby à XV international italien. Il évolue au poste de demi d'ouverture depuis septembre 2016 au sein de l'effectif du Stade niçois en Fédérale 2.

## Carrière

### En équipe nationale
Il a honoré sa première cape internationale en équipe d'Italie le 6 novembre 2004 par une victoire 51-06 contre l'équipe du Canada.

## Palmarès

### En club
Néant

### En équipe nationale
- 48 sélections entre 2004 et 2015.
- 154 points (3 essais, 18 transformations, 30 pénalités, 2 drops).
- Sélections par année : 3 en 2004, 7 en 2005, 2 en 2008, 2 en 2009, 3 en 2010, 10 en 2011, 2 2012, 8 2013, 9 en 2014, 2 en 2015
- Tournoi des Six Nations disputé :  2005, 2009, 2011, 2013, 2014, 2015

- Coupe du monde disputé(s):
- 2011: 4 sélections (2 comme titulaires).